# Stichio
Nella mitologia greca,  Stichio  di Atene era uno dei valorosi greci che si distinsero durante la guerra di Troia; partì insieme al suo amico Menesteo con cinquanta navi provenienti dal loro regno.

## Il mito
Quando Paride figlio di Priamo re di Troia prese con sé Elena moglie di Menelao, scoppiò una guerra fra la Grecia e i troiani. Fra i tanti eroi che risposero all'appello del fratello di Agamennone Stichio era presente. L'eroe greco, grande comandante degli ateniesi, si fa notare in guerra portando in salvo i feriti e recuperando i morti fra cui Anfimaco. Riuscì con il suo esercito dapprima a resistere fino a respingere l'attacco che Ettore portò alle navi. In seguito, durante una battaglia nella quale Apollo mandò una nebbia che faceva fuggire tutti i greci, si ritrovò davanti Ettore e per mano sua trovò la morte.

### Fonti antiche
- Omero, Iliade libro XIII versi 195 e 691; libro XV versi 329